# Canary Wharf

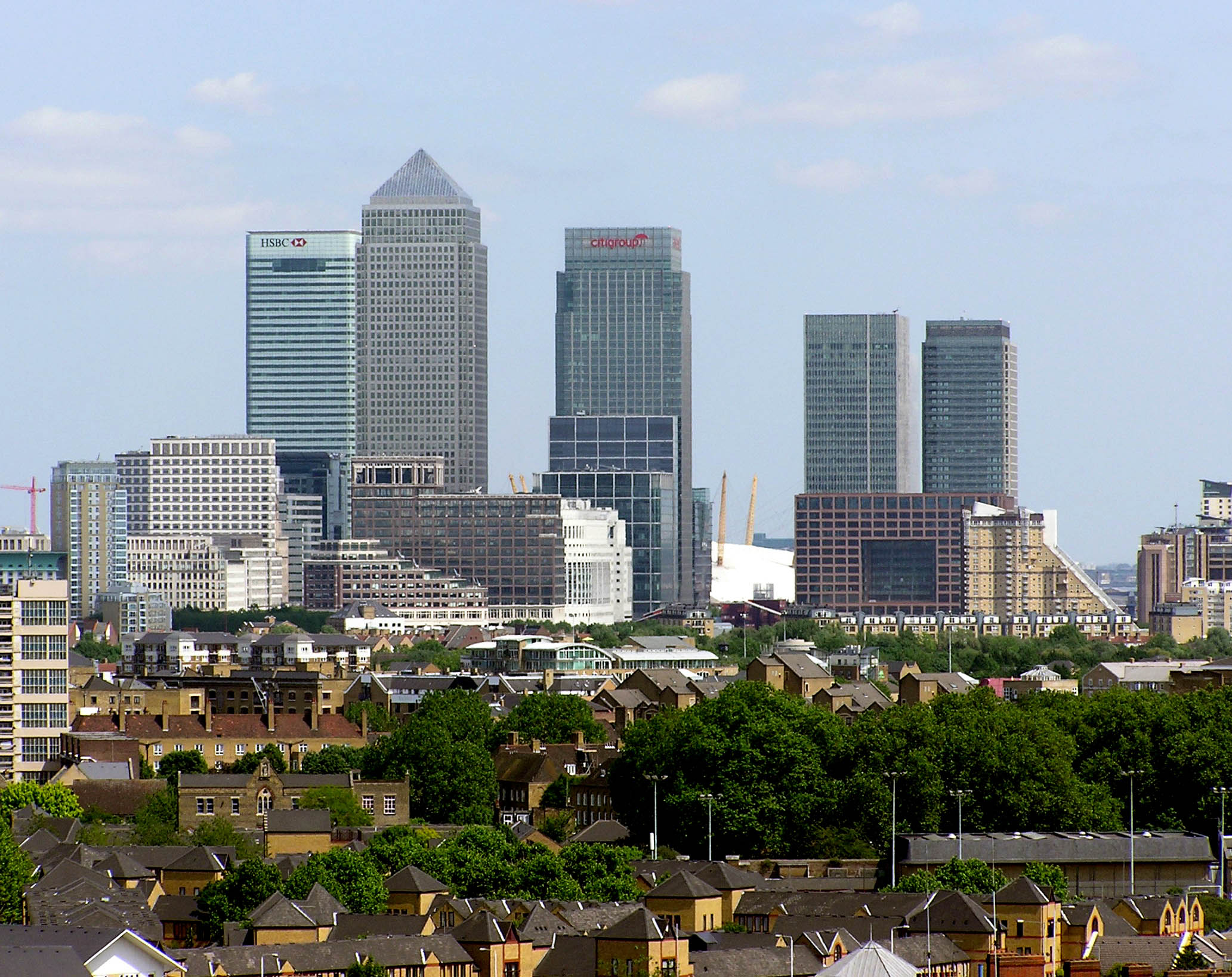
Canary Wharf, jak jej lze vidět z výškové procházky po Tower Bridge

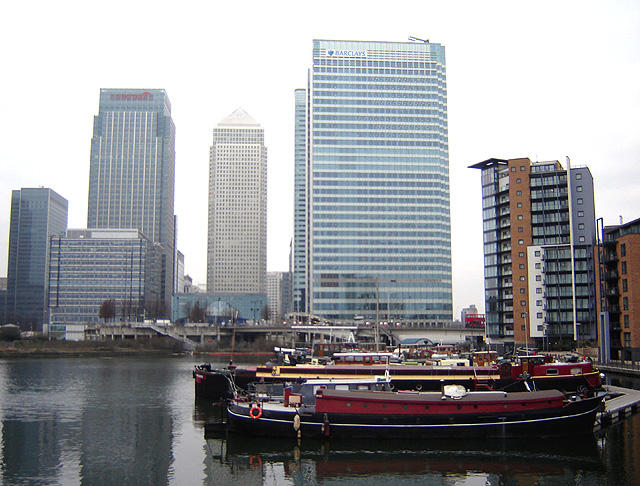
Canary Wharf

Canary Wharf, spadající do městského obvodu Tower Hamlets, je velké finanční centrum v Londýně, ležící na Isle of Dogs (Ostrov psů), v bývalých londýnských docích (Docklands).
Canary Wharf je novodobý následník londýnské City. Nacházejí se na něm do nedávna tři nejvyšší budovy Velké Británie: 1 Canada Square (235 m, můžeme se také setkat s názvem Věž Canary Wharf); HSBC Tower (200 m) a Citigroup Centre (200 m).

## Historie
Canary Wharf bylo původně sídlem mnoha skladů se zbožím, které sloužily pro potřeby nedalekých doků. První zmínka o Ostrově psů, na němž se Canary Wharf nachází (ačkoli Ostrov psů je ve skutečnosti poloostrov), je na mapě z roku 1588; odkud toto jméno ve skutečnosti pochází, však není známo. Spekuluje se, že má svůj původ v době, kdy král Jindřich VIII. používal tento poloostrov jako výběh pro své psy. V 60. letech 20. století však zdejší přístavy začaly upadat.
V roce 1981 se vláda Margaret Thatcherové rozhodla revitalizovat 21 km² londýnských doků a založila London Docklands Development Corporation (LDDC). Hlavním cílem této společnosti bylo vybudovat zde infrastrukturu pro lehký průmysl. Největší plochu v této době vlastnila filmová studia Limehouse Studios.

### Počátky výstavby

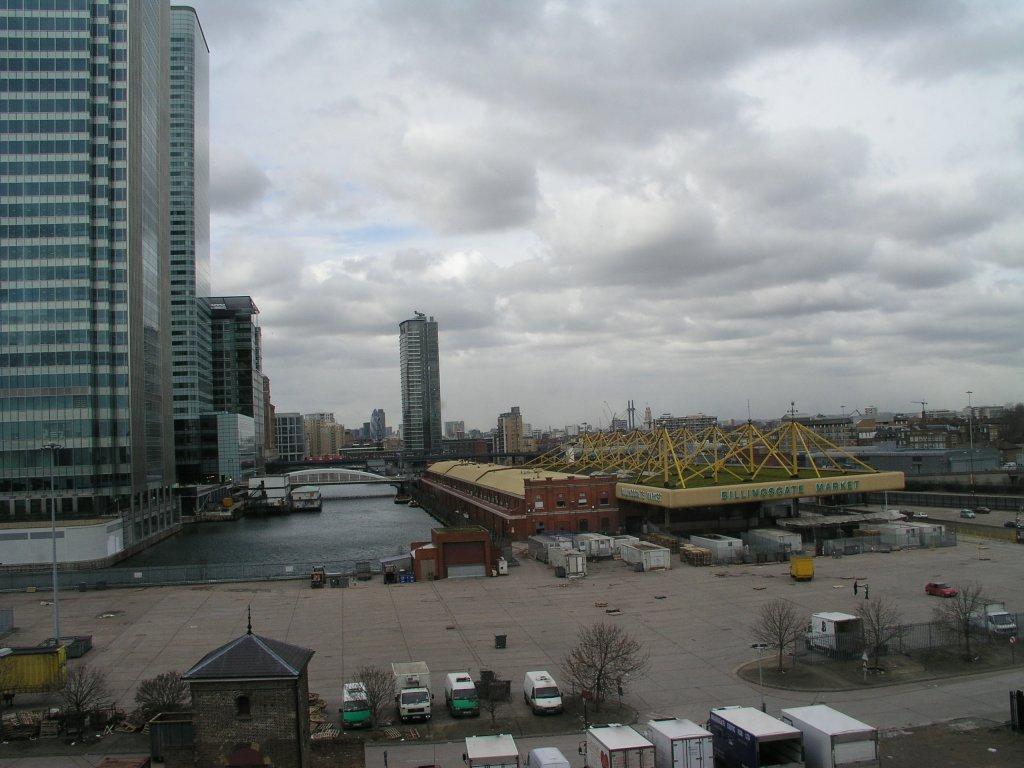
Canary Wharf a Billingsgate Fish Market – největší suchozemský trh s rybami jen pár desítek metrů od nejvyšší budovy v Londýně

V roce 1984 byl Michael von Clem, ředitel investiční banky Credit Suisse First Boston, na návštěvě doků, když hledal pro svého klienta vhodné místo pro výstavbu nové továrny na zpracování potravin. V té té době také už věděl, že londýnské bankovní City je přeplněné a poněkud zastaralé pro zavádění nových bankovních systémů – a při návštěvě doků zjistil, že Ostrov psů by mohlo být vhodné místo pro další výstavbu.
Spojil se tak se svým konkurentem z Morgan Stanley, který podpořil jeho názor, že v budoucnu bude zapotřebí velký projekt se stavbami pro velké množství lidí. Shodli se také, že pro propojení se zbytkem města bude zapotřebí vybudovat novou linku londýnského metra. Po krátké době zveřejnili své plány, ale po výměně vedení v obou bankovních domech se na tyto plány brzy zapomnělo, zvláště pak po zrušení plánu i na výstavbu nové linky metra.
Projekt na výstavbu nového finančního centra však koupila kanadská společnost Olympia and York a ta se ho také rozhodla uskutečnit. Výstavba Canary Wharf započala v roce 1988, první fáze projektu byla dokončena roku 1992.
Společnost Olympia & York se také zavázala, že uhradí polovinu nákladů na prodloužení linky metra Jubilee Line.

### Zhroucení trhů s nemovitostmi
Zhroucení trhů s nemovitostmi přišlo jako blesk z čistého nebe roku 1990. Poptávka po nových prostorách vymizela a kvůli platební neschopnosti společnosti Olympia & York se nezačalo ani s výstavbou nové linky metra. Výstavba se zastavila a budovy přešly pod nucenou správu. Správci také vypnuli veškeré osvětlení na nepoužívaných patrech One Canada Square, čímž se vyskytl zajímavý pohled na z půlky viditelně prázdné budovy na londýnském obzoru.
One Canada Square se svou horní půlkou v temnotách stála jako symbol katastrofy, která postihla nejen Canary Wharf, ale i celý britský trh s nemovitostmi.

### Záchrana
V prosinci 1995 se mezinárodní společenství, založené mimo jiné bývalými vlastníky Olympia & York, rozhodlo odkoupit celý projekt. V té době v Canary Wharf pracovalo přibližně 13 000 lidí a více než polovina kanceláří byla stále prázdná.
Zřejmě opravdová záchrana přišla až s obnovením výstavby linky metra Jubilee Line, kterou si prosadila britská vláda (mimo jiné i proto, že pár set metrů severně od Canary Wharf leží další londýnský symbol, ležící přímo na nultém poledníku a asi kilometr od observatoře v Greenwichi, hala Millennium Dome). Od této chvíle už začalo být Canary Wharf vnímán jako skutečná alternativa k tradičním kancelářím v centru Londýna. Do dnešního dne byl celý plán výstavby uskutečněn a na Canary Wharf už dokonce začínají docházet místa pro stavbu dalších budov. Ve dne zde pracuje cca 70 000 lidí (rok 2005) a Canary Wharf Company se stala největším britským obchodníkem s nemovitostmi.

## Současnost

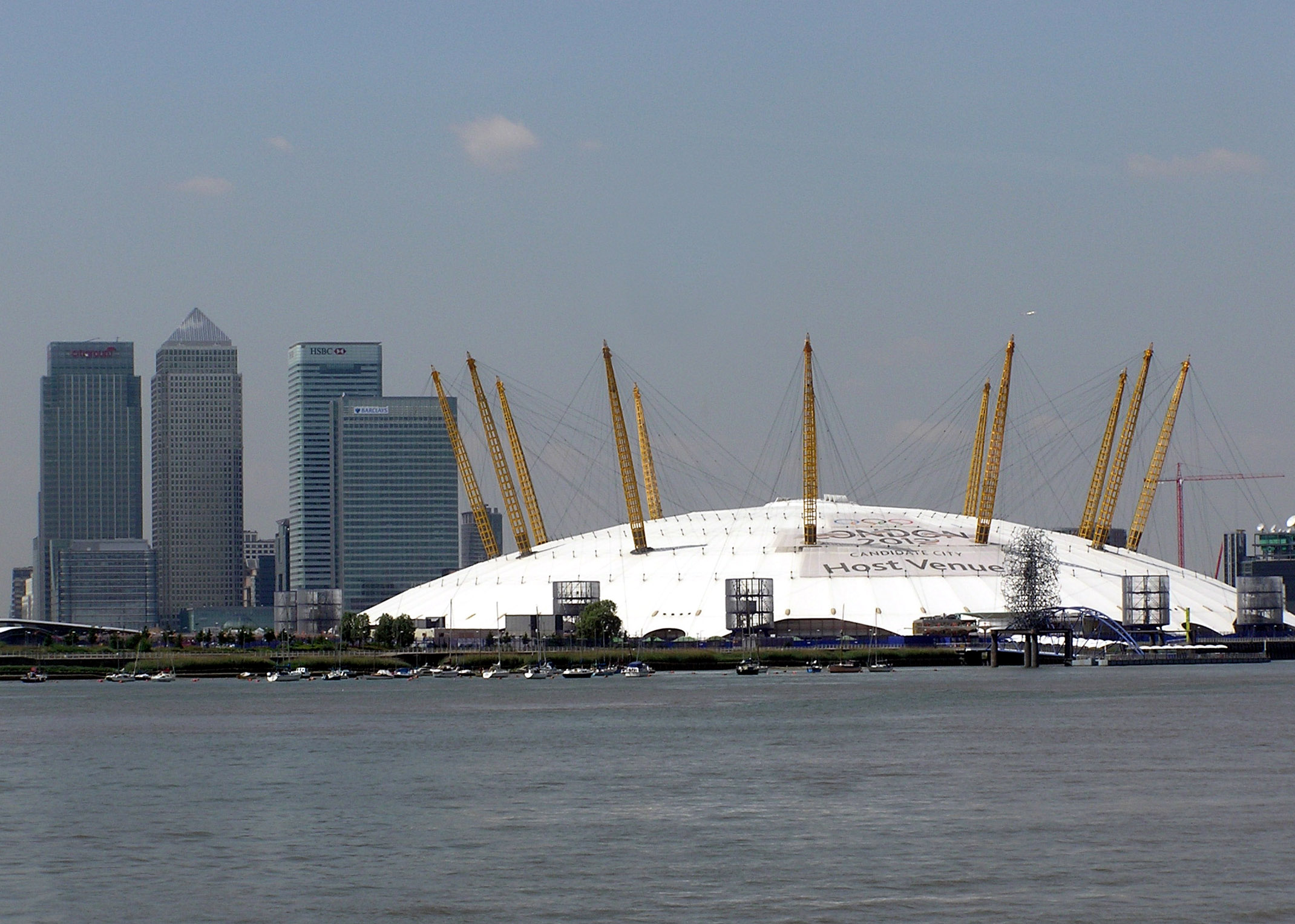
Millennium Dome, v pozadí Canary Wharf

Na Canary Wharf mají svá zastoupení nejen bankovní domy, jako např. Bank of America, Barclays, Citigroup, HSBC, Lehman Brothers, Morgan Stanley, ale v nejnovější době se sem stěhují i mediální společnosti, jako např. noviny The Daily Telegraph, The Independent, agentura Reuters a noviny Daily Mirror. Zřejmě díky mnoha lidem, pracujícím zde ve dne, zde vzniklo i mnoho obchodů.
Z Canary Wharf vede do centra města linka metra Jubilee Line, otevřená v roce 2000, se stanicí shodného jména Canary Wharf a linka tzv. příměstského metra Docklands Light Railway (DLR), otevřeného v roce 1991. V prosinci roku 2005 by se mělo DLR prodloužit až na letiště London City.